# Leleque (cràter marcià)
Leleque és el nom d'un cràter d'impacte al planeta Mart situat a 36.8° Nord i 221.9° Oest. L'impacte va causar un obertura de 8.4 quilòmetres de diàmetre en la superfície del planeta. El nom va ser aprovat en 1991 per la Unió Astronòmica Internacional en honor de la comunitat argentina de Leleque.